# Lakin (Kansas)
Lakin é uma cidade localizada no estado americano de Kansas, no Condado de Kearny.

## Demografia
Segundo o censo americano de 2000, a sua população era de 2316 habitantes.
Em 2006, foi estimada uma população de 2275, um decréscimo de 41 (-1.8%).

## Geografia
De acordo com o United States Census Bureau tem uma área de
2,4 km², dos quais 2,4 km² cobertos por terra e 0,0 km² cobertos por água. Lakin localiza-se a aproximadamente 936 m acima do nível do mar.

## Localidades na vizinhança
O diagrama seguinte representa as localidades num raio de 44 km ao redor de Lakin.